# ديسفينا
ديسفينا (Δεσφίνα) هي مدينة في فوكيس في مقاطعة كينتريكي إلادا في اليونان.
يبلغ عدد سكانها حوالي 1363 نسمة.

## المناخ
يظهر الجدول التالي التغييرات المناخية على مدار السنة لديسفينا:
| البيانات المناخية لـديسفينا       | البيانات المناخية لـديسفينا | البيانات المناخية لـديسفينا | البيانات المناخية لـديسفينا | البيانات المناخية لـديسفينا | البيانات المناخية لـديسفينا | البيانات المناخية لـديسفينا | البيانات المناخية لـديسفينا | البيانات المناخية لـديسفينا | البيانات المناخية لـديسفينا | البيانات المناخية لـديسفينا | البيانات المناخية لـديسفينا | البيانات المناخية لـديسفينا | البيانات المناخية لـديسفينا |
| الشهر                             | يناير                       | فبراير                      | مارس                        | أبريل                       | مايو                        | يونيو                       | يوليو                       | أغسطس                       | سبتمبر                      | أكتوبر                      | نوفمبر                      | ديسمبر                      | المعدل السنوي               |
| --------------------------------- | --------------------------- | --------------------------- | --------------------------- | --------------------------- | --------------------------- | --------------------------- | --------------------------- | --------------------------- | --------------------------- | --------------------------- | --------------------------- | --------------------------- | --------------------------- |
| متوسط درجة الحرارة الكبرى °م (°ف) | 11 (52)                     | 11.2 (52.2)                 | 14.12 (57.42)               | 19.50 (67.10)               | 24.92 (76.86)               | 28.03 (82.45)               | 29.34 (84.81)               | 29.40 (84.92)               | 24.12 (75.42)               | 19.85 (67.73)               | 14.67 (58.41)               | 11.82 (53.28)               | 19.83 (67.72)               |
| متوسط درجة الحرارة الصغرى °م (°ف) | 4.7 (40.5)                  | 4.32 (39.78)                | 5.29 (41.52)                | 10.77 (51.39)               | 13.96 (57.13)               | 16.71 (62.08)               | 18.11 (64.60)               | 19.29 (66.72)               | 19.23 (66.61)               | 12.80 (55.04)               | 9.03 (48.25)                | 5.39 (41.70)                | 11.63 (52.94)               |
| متوسط الأيام الممطرة              | 8.3                         | 7.8                         | 7.7                         | 6.9                         | 5.0                         | 1.6                         | 0.9                         | 1.3                         | 2.5                         | 5.2                         | 8.1                         | 9.6                         | 64.9                        |
| [بحاجة لمصدر]                     |                             |                             |                             |                             |                             |                             |                             |                             |                             |                             |                             |                             |                             |